# Бецелем
«Беце́лем» (ивр. בצלם‎ — по образу и подобию, англ. B'Tselem) — израильская некоммерческая организация, занимающаяся сбором информации о нарушениях прав человека на оккупированных и аннексированных Израилем территориях (Восточный Иерусалим, Голанские высоты, Западный берег реки Иордан и Сектор Газа) и об аналогичных нарушениях на территории Израиля. Основана в 1989 году группой израильских общественных деятелей, среди которых юристы, журналисты, научные работники, члены кнессета и представители творческой интеллигенции.
В 2009 году награждена серебряной «Медалью гёзов», вручаемой голландским фондом Geuzenverzet 1940—1945 за борьбу с диктатурой, расизмом и дискриминацией.
Исполнительный директор — Юли Новак.

## Основатели
- Др. Дафна Голан-Агнон — академический работник, руководитель израильско-палестинской феминистской группы «Бат Шалом»[англ.]
- Давид Цукер[англ.] — член кнессета от партии «Рац», (левая партия, вошедшая в 1992 году в движение «Мерец»), один из основателей организации «Шалом Ахшав» («Мир Сейчас»)[4]
- Хаим Орон — член кнессета от партии «МАПАМ», ныне «Мерец-Яхад», один из основателей организации «Шалом-Ахшав»
- Захава Гальон — партия «Рац», будущий член кнессета от партии «Мерец» после объединения «Рац» и «МАПАМ»
- Авигдор Фельдман, адвокат в области гражданских прав
- Др. Эдди Кауфман — академический работник, активист в области гражданских прав
- Амнон Капелюк — журналист «Le Monde Diplomatique»[5]

## Штат
На начало 2011 года, большую часть штатных полевых сотрудников, поставляющих организации информацию для её отчетов, равно как и начальник отделения сбора данных Карим Джубран, составляли жители арабских населенных пунктов.

## Деятельность
Заявленные цели организации — противодействие нарушениям прав человека на оккупированных территориях путём документирования подобных случаев и передачи информации об этих нарушениях широкой общественности, а также лицам, способным повлиять на политику государства, противодействие замалчиванию и отрицанию фактов нарушения прав человека, существующих в израильском обществе, содействие созданию в израильском обществе культуры соблюдения прав человека.
Для этого организация проводит расследования на следующие темы:

- Незаконный снос домов в палестинских поселениях;
- Смертные казни в Палестинской автономии;
- Негативные последствия постройки Защитной стены и её законность;
- Ограничения на передвижение палестинцев;
- Права рабочих из оккупированных территорий;
- Гуманитарная ситуация в Секторе Газа;
- Применение силы по отношению к мирным жителям во время израильских военных операций;
- Случаи нападений на мирных жителей Израиля со стороны палестинцев;
- Ситуация с водой на палестинских территориях.

— сайт Бецелем

### Заявления Бецелем о нарушениях прав палестинцев
Согласно Бецелему, центр тщательно документирует свидетельства палестинцев, ставших, по их словам, жертвами пыток, издевательств и унижений со стороны Цахала, пограничной полиции и спецслужб Израиля Эти показания, а также собранные доказательства, передаются в Отдел расследований действий полиции (ОРДП) при министерстве юстиции, а также в другие инстанции, ответственные за расследование подобных случаев.
По результатам расследований формируются отчёты, которые направляются в различные учреждения Израиля и публикуются на сайте. Вся информация на сайте, включая репортажи, доступна на нескольких языках.
Согласно Бецелему, благодаря усилиям организации были раскрыты десятки нарушений прав человека, совершенные израильскими военнослужащими, сотрудниками Шабак и других силовых структур Израиля на оккупированных территориях.
Так, 20 июля 2008 года Бецелем обнародовал видеоматериал, на котором было зафиксировано грубое нарушение прав человека: солдат израильской армии стреляет резиновой пулей со стальным сердечником в ногу задержанного араба со связанными руками и с повязкой на глазах. 27-летний Ашраф Абу-Рахма был ранен в большой палец левой ноги, который был на месте обработан армейскими санитарами. Подобными пулями можно стрелять лишь с расстояния не менее 40 метров, а при выстреле они причиняют болезненные травмы, а близкий выстрел (если, конечно, стрелять в тело, а не в палец) может оказаться смертельным.
Материал, снятый палестинской девочкой и переданный Бецелем в военную полицию, стал основанием для полицейского расследования и передачи обвинения в суд. Судья Верховного суда Аяла Прокача отправила дело на дорасследование и изменение обвинительного заключения, указав при этом:

…нанесение телесного повреждения задержанному со связанными руками и завязанными глазами, находящемуся в беспомощном состоянии, является жестоким и серьёзным правонарушением, которое требует соответствующего уголовного наказания.
Соблюдение прав человека и уважение человеческого достоинства, даже в отношении врага, запечатлены в характере государства Израиль как еврейского демократического государства и в истории Армии Обороны Израиля.
Оригинальный текст (англ.)Justice Ayala Procaccia ruled in the verdict that injuring a detainee while they are bound, blindfolded and helpless, is a brutal and serious offence that calls for a fitting penalty in the criminal realm.
Upholding human rights and maintaining human dignity, even among the enemy, are engraved in the State of Israel's character as a Jewish democratic state, and in the IDF's legacy, she said.

В свою очередь, ЦАХАЛ заявил: «Армия очень серьёзно рассматривает случаи проявления насилия со стороны наших солдат».[уточнить]
В своем годовом отчете за период 2009—2010 (16 месяцев), опубликованной 14 июня 2010 года, Бецелем пишет: «Со дня окончания операции [операция „Литой свинец“] произошли некоторые улучшения в области соблюдении прав человека. Количество израильских и палестинских жертв намного меньше, чем в прошлые годы, количество административных задержанных продолжает снижаться. На Западном берегу Израиль отменил некоторые ограничения, связанные со [свободой] передвижения палестинцев. Муниципалитет Иерусалима заморозил снос домов в Восточном Иерусалиме в 2010 году». Бецелем связывает эти улучшения не с изменением израильской политики и законодательства, а с наступившим относительным затишьем в конфликте. Бецелем также приводит статистику: 83 палестинца и 7 израильтян погибло со дня окончания операции и 92 дома было снесено в Восточном Иерусалиме.
Бецелем (вместе с другими еврейскими и палестинскими правозащитными организациями) призывали к немедленному прекращению негуманного и незаконного отношения к Гиладу Шалиту.